# Anna Sonnerup
Dorina Pieper (ur. w 1962) – amerykańska biathlonistka.

## Kariera
W Pucharze Świata zadebiutowała 25 lutego 1987 roku w Lahti, gdzie zajęła 20. miejsce w biegu indywidualnym. W zawodach tego cyklu jeden raz znalazła się w najlepszej trójce: 3 lutego 1990 roku w Walchsee była druga w sprincie. Rozdzieliła tam na podium Jiřinę Adamičkovą z Czechosłowacji i Dorinę Pieper z RFN. Najlepsze wyniki osiągnęła w sezonie 1989/1990, kiedy zajęła 16. miejsce w klasyfikacji generalnej. W 1987 roku wystąpiła na mistrzostwach świata w Lahti, gdzie zajęła 20. miejsce w biegu indywidualnym i dziewiąte miejsce w sprincie. Na rozgrywanych trzy lata później mistrzostwach świata w Mińsku/Oslo była piętnasta w biegu indywidualnym, ósma w sprincie i szósta w sztafecie. Brała też udział w mistrzostwach świata w Lahti w 1991 roku, zajmując 38. miejsce w biegu indywidualnym i siódme w sztafecie. Nigdy nie wystartowała na igrzyskach olimpijskich.

## Osiągnięcia

### Mistrzostwa świata
| Rok  | Miejscowość | Konkurencje | Konkurencje | Konkurencje | Konkurencje | Konkurencje | Konkurencje | Konkurencje |
| Rok  | Miejscowość | IN          | SP          | PU          | MS          | RL          | MR          | SR          |
| ---- | ----------- | ----------- | ----------- | ----------- | ----------- | ----------- | ----------- | ----------- |
| 1987 | Lahti       | 20.         | 9.          | nd.         | nd.         | –           | nd.         | –           |
| 1990 | Mińsk/Oslo  | 15.         | 8.          | nd.         | nd.         | 6.          | nd.         | –           |
| 1991 | Lahti       | 38.         | –           | nd.         | nd.         | 7.          | nd.         | –           |

### Puchar Świata

#### Miejsca w klasyfikacji generalnej
| Sezon     | Miejsce |
| --------- | ------- |
| 1986/1987 | ?       |
| 1989/1990 | 16.     |
| 1990/1991 | 30.     |
| 1991/1992 | -       |

#### Miejsca na podium chronologicznie
| Lp. | Dzień    | Rok  | Miejscowość | Konkurencja      | Lokata | Pudła | Czas biegu | Strata | Zwycięzca         |
| --- | -------- | ---- | ----------- | ---------------- | ------ | ----- | ---------- | ------ | ----------------- |
| 1.  | 3 lutego | 1990 | Walchsee    | Sprint na 7,5 km | 2.     | 0+1   | 25:07,6    | +21,2  | Jiřina Adamičková |